# Zephronia maculata
Zephronia maculata är en mångfotingart som först beskrevs av Butler 1874.  Zephronia maculata ingår i släktet Zephronia och familjen Zephroniidae. Inga underarter finns listade i Catalogue of Life.